# 2040-е годы
2040-е (две ты́сячи сороковы́е) го́ды по григорианскому календарю — промежуток времени с 1 января 2040 года по 31 декабря 2049 года, включающий 2040 год 4-го десятилетия   и с 2041 по 2049 годы    5-го десятилетия XXI века 3-го тысячелетия.  Они наступят через 15 лет.

## Ожидаемые события

### 2040 год
- 2 мая — частичное солнечное затмение.[источник не указан 1273 дня]
- 4 ноября — частичное солнечное затмение.[источник не указан 1273 дня]

### 2044 год
- 23 августа — полное солнечное затмение на территории США.[источник не указан 1273 дня]

### 2045 год
- 9 мая — 100-летие победы в Великой Отечественной войне.
- 2 сентября — 100-летие окончания Второй мировой войны.

### 2048 год
- Договор об Антарктике запрещает добычу любых ископаемых на территории Антарктики, но этот запрет не является бессрочным: текст протокола должен быть пересмотрен через 50 лет после его вступления в силу, в 2048 году[1].